# Maison Darmet
La maison Darmet est un monument situé dans la ville du Puy-en-Velay dans le département de la Haute-Loire.
Les façades et les toitures de la maison elle-même, la terrasse ornée de colonnes, les façades et les toitures du petit pavillon situé à l'extrémité de cette terrasse sont inscrites au titre des monuments historiques par arrêté du 12 février 1963.